# Luna 25
Luna 25 (ryska: Луна 25), även känd som Luna-Glob (Луна-Глоб), var en rymdsond från ryska Roskosmos, som var tänkt att utforska månen. Rymdsonden sköts upp med en Sojuz-2.1b-raket från Vostotjnyj den 10 augusti 2023. Den skulle landa nära månens sydpol vid Boguslawsky-kratern.

## Problem
Den 19 augusti uppstod problem med raketmotorn då rymdsonden skulle manövrera i omloppsbana runt månen inför landningen. Kommunikationen med sonden bröts kl. 12.57 svensk tid. Sonden kraschade på månytan samma dag, vilket bekräftades av rymdflygstyrelsen Roskosmos via ryska Telegram den 20 augusti.

## Namn
Månlandaren bytte namn från Luna-Glob (ung. månglob) till Luna 25 för att betona kontinuiteten i det sovjetiska Luna-programmet från 1970-talet.